# Christian Friedrich Mühlenbruch

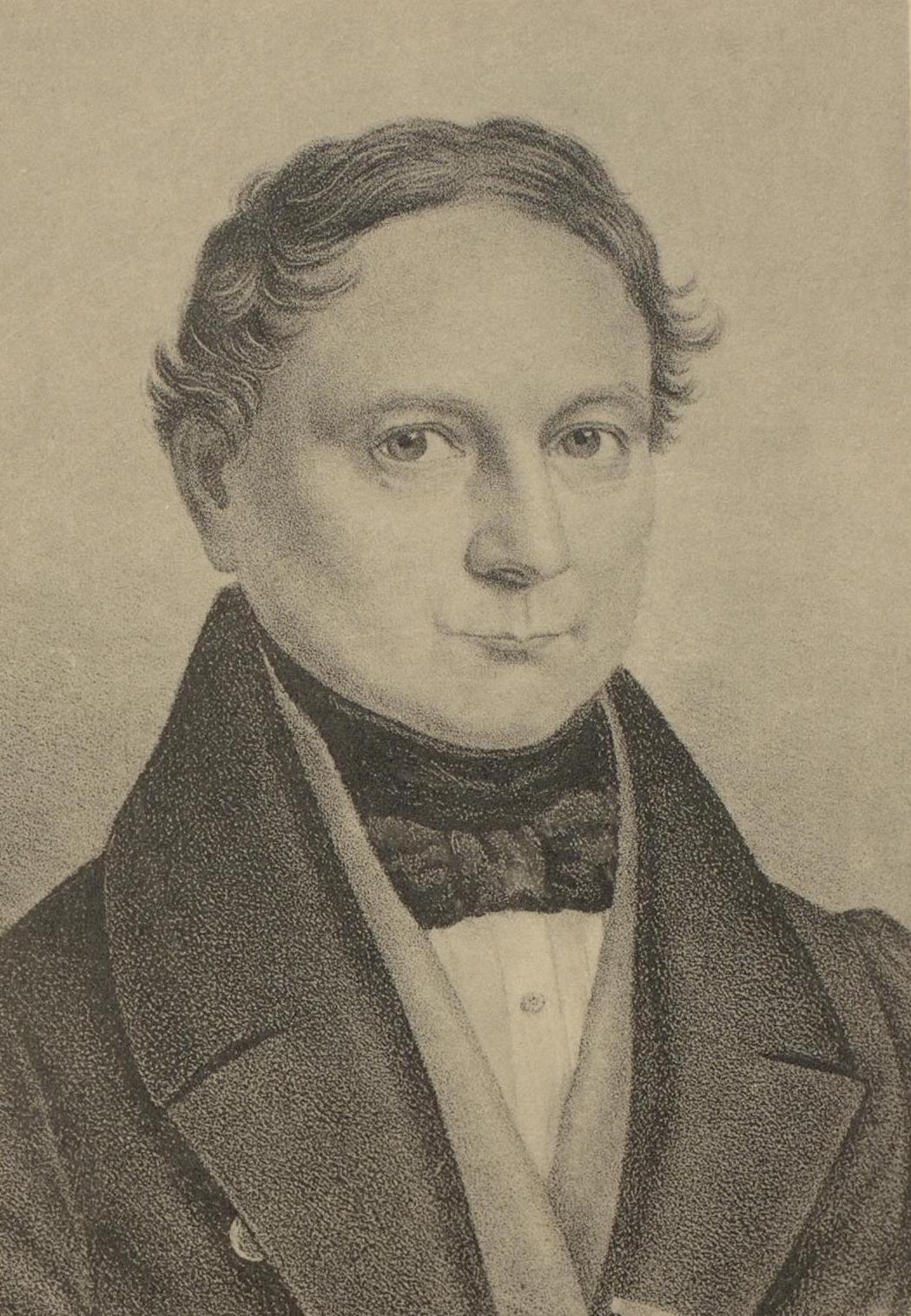
Christian Friedrich Mühlenbruch

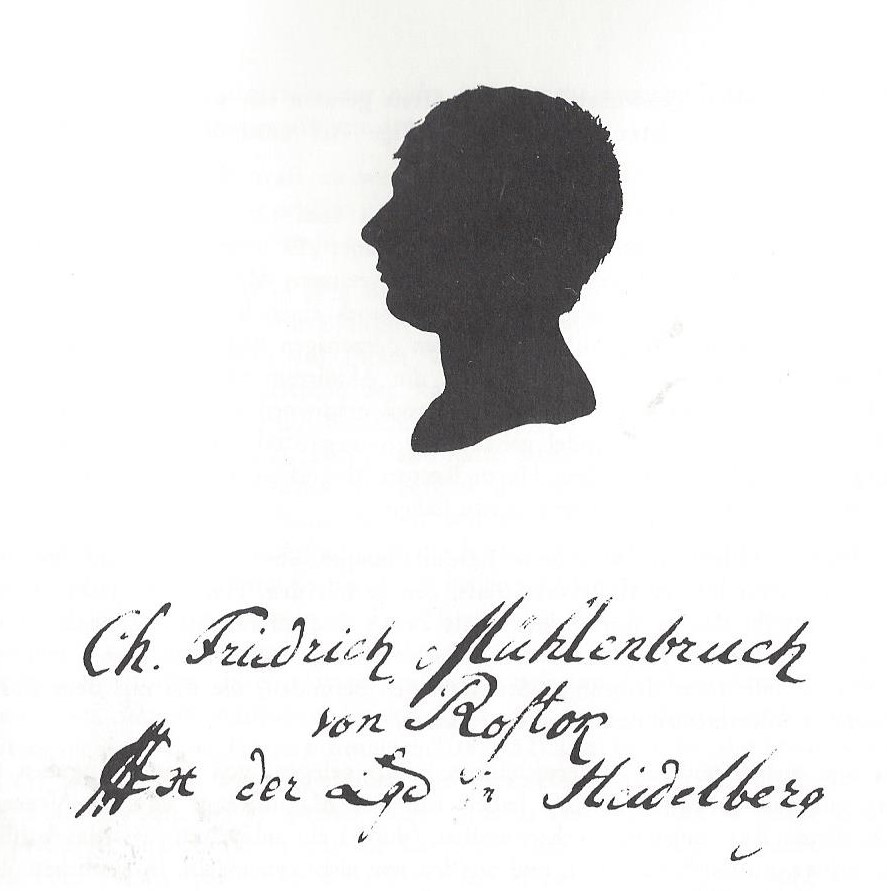
Christian Friedrich Mühlenbruch

Christian Friedrich Mühlenbruch (* 3. Oktober 1785 in Rostock; † 17. Juli 1843 in Göttingen) war ein deutscher Privatrechtler.

## Leben
Mühlenbruch begann an der Universität Rostock Rechtswissenschaft zu studieren. Er wechselte an die Universität Greifswald, die Georg-August-Universität Göttingen und die Ruprecht-Karls-Universität. Er wurde Mitglied des Corps Rhenania Heidelberg (1804) und des Constantistenordens.
Er wurde zum Dr. iur. promoviert und habilitierte sich 1805 in Rostock. 1806 wurde er dort Justizkanzlei-Adokat, 1808 Ratsherr und 1810 ordentlicher Professor der Rechte und Beisitzer der Juristenfakultät. In gleicher Funktion wechselte er 1815 an die Universität Greifswald (1815), die Albertus-Universität Königsberg (1818) und die Friedrichs-Universität Halle (1819). 1833 wechselte er als o. Professor der Rechte und Mitglied des Spruchcollegiums an die Universität Göttingen, an der er bis 1843 lehrte. 1839 wurde Mühlenbruch zum außerordentlichen Mitglied des Hannoverschen Staatsrats ernannt. Er redigierte juristische Beiträge für die Allgemeine Literatur-Zeitung (Halle a. S.) und beteiligte sich an der Redaktion des noch heute erscheinenden Archivs für die civilistische Praxis. Im 58. Lebensjahr gestorben, wurde er auf dem Göttinger Bartholomäusfriedhof beigesetzt.
Mühlenbruch war einer der führenden Pandekten-Lehrer seiner Zeit. 1828 stand er im Zentrum eines Streits um Fragen der Praktikabilität der Arbeiten des wissenschaftlich-theoretisch orientierten Kerns der Historischen Rechtsschule um Savigny. Er warnte davor, dass bei aller Konzentration auf einen der Theorie verschriebenen Wissenschaftsbetrieb, dieser basierend auf „veralteten Quellen“, die aktuellen Lebensbedürfnisse aus dem Blick geraten könnten.

## Ehrungen

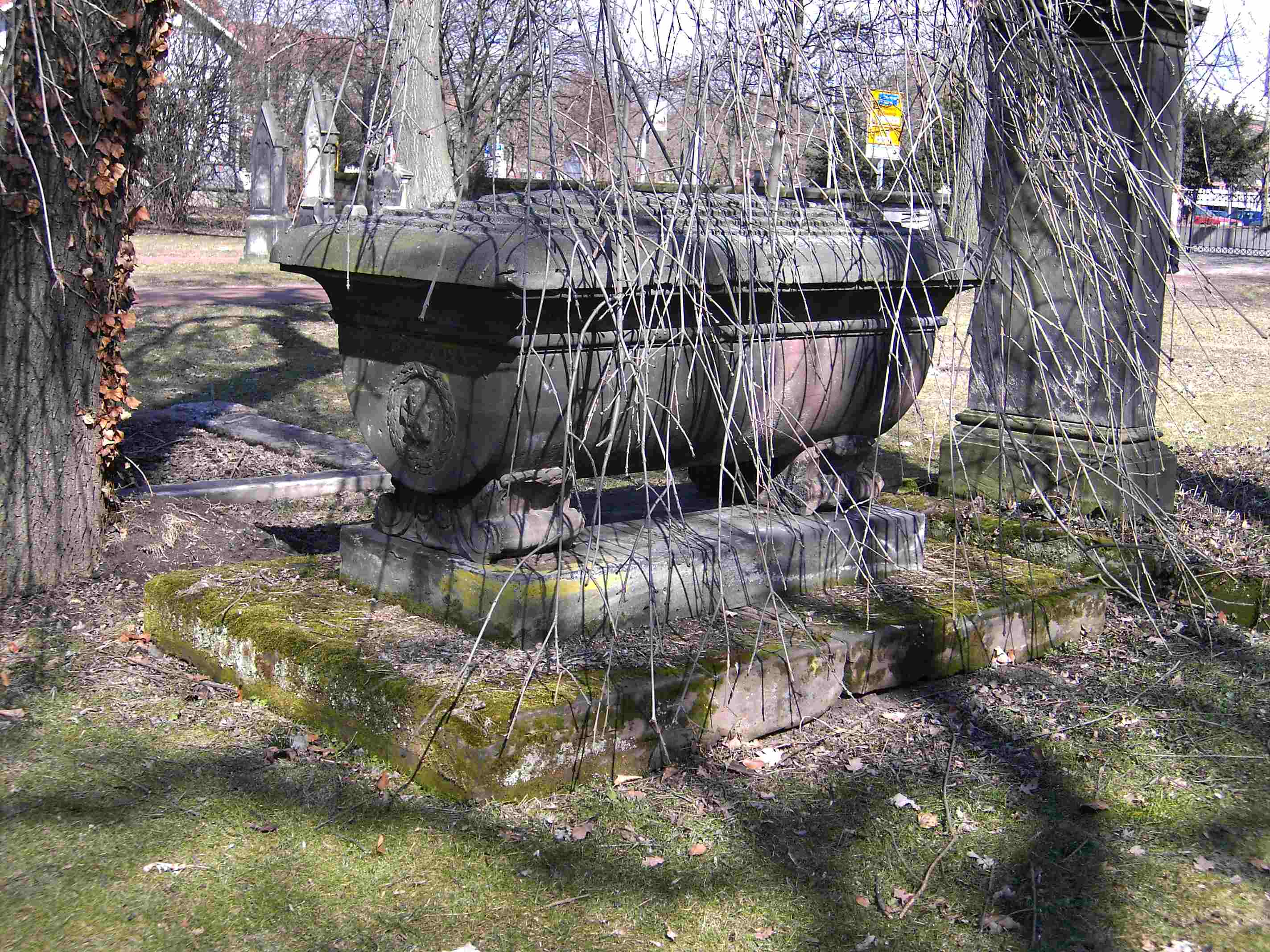
Mühlenbruchs Grab

- Charakter als Geheimer Justizrat (1826)
- Ritter des Guelphen-Ordens (1839)

## Werke
- Christian Friedrich Mühlenbruch: Lehrbuch der Encyclopädie und Methodologie des positiven in Deutschland geltenden Rechtes: Zum Gebrauch akademischer Vorlesungen. Stiller, Rostock und Leipzig 1807 (mdz-nbn-resolving.de).
- Christian Friedrich Mühlenbruch: De jure ejus cui actionibus cessit creditor. Literis Adlerianis, Rostock 1813 (Latein, google.de).
- Christian Friedrich Mühlenbruch: Die Lehre von der Cession der Forderungsrechte: nach den Grundsätzen des römischen Rechts. 1. Auflage. Ernst Mauritius, Greifswald 1817 (mdz-nbn-resolving.de).
  - Christian Friedrich Mühlenbruch: Die Lehre von der Cession der Forderungsrechte: nach den Grundsätzen des römischen Rechts. 3. Auflage. Ernst Mauritius, Greifswald 1836 (mdz-nbn-resolving.de).
- Christian Friedrich Mühlenbruch: Entwurf des gemeinrechtlichen und preußischen Civilprozesses mit beigefügten Quellen- und Literatur-Belegen. 1. Auflage. Halle 1827.
  - Christian Friedrich Mühlenbruch: Entwurf des gemeinrechtlichen Civilprozesses mit beigefügten Anmerkungen, Quellen- und Literaturbelegen. 2. Auflage. Eduard Anton, Halle 1840 (mdz-nbn-resolving.de).
- Doctrina pandectarum (Halle 1823–1825, 3 Bde.; 4. Aufl. 1838–1840; deutsch bearbeitet als Lehrbuch des Pandektenrechts, das. 1835–1837, 3 Bde.; 4. Aufl. von Madai, 1844).
- Christian Friedrich Mühlenbruch: Doctrina pandectarum: scholarum in usum. 3. Auflage. I (Hujus doctrinae partem generalem et specialis partis librum priorem). Schwetschke, Halle 1830 (Latein, mdz-nbn-resolving.de).
- Christian Friedrich Mühlenbruch: Doctrina pandectarum: scholarum in usum. 3. Auflage. II (Specialis partis lib. II et III). Schwetschke, Halle 1831 (Latein, mdz-nbn-resolving.de).
- Christian Friedrich Mühlenbruch: Doctrina pandectarum: scholarum in usum. 3. Auflage. III (Specialis partis lib. IV et V). Schwetschke, Halle 1831 (Latein, mdz-nbn-resolving.de).
- Christian Friedrich Mühlenbruch: Lehrbuch der Institutionen des römischen Rechts. 1. Auflage. C. A. Schwetschke und Sohn, Halle 1842 (mdz-nbn-resolving.de).
  - Christian Friedrich Mühlenbruch: Lehrbuch der Institutionen des römischen Rechts. 2. Auflage. C. A. Schwetschke und Sohn, Halle 1847 (mdz-nbn-resolving.de).